# Ignatowskaja (rejon tarnoski)
Ignatowskaja (ros. Игнатовская) – wieś w Rosji, w rejonie tarnoskim obwodu wołogodzkiego. W 2010 r. liczyła 41 mieszkańców.